# Випалениська
Випалениська (пол. Wypaleniska) — село в Польщі, у гміні Солець-Куявський Бидґозького повіту Куявсько-Поморського воєводства.
Населення — 181 особа (2011).
У 1975-1998 роках село належало до Бидгощського воєводства.

## Демографія
Демографічна структура станом на 31 березня 2011 року:
|          | Загалом | Допрацездатний вік | Працездатний вік | Постпрацездатний вік |
| -------- | ------- | ------------------ | ---------------- | -------------------- |
| Чоловіки | 95      | 21                 | 73               | 1                    |
| Жінки    | 86      | 18                 | 61               | 7                    |
| Разом    | 181     | 39                 | 134              | 8                    |